# 麥可·貝
迈克尔·本杰明·贝（英語：Michael Benjamin Bay，1965年2月17日—），美國男導演與製片人。曾於如《絕地戰警》、《絕地任務》、《世界末日》、《珍珠港》、《絕地戰警II》及《變形金剛》等電影中取得巨大的收益；貝亦是洛杉磯製片公司宣傳影業成員之一。

## 生平

### 早期生活
貝於美國洛杉磯出生，並由其養父母撫養成人。他被培養成猶太人，並接受了猶太教的成年禮（Bar Mitzvah）儀式。曾於帕萨迪纳的藝術中心設計學院接受教育及畢業於衛斯連大學，所学专业是英语与电影。

### 導演

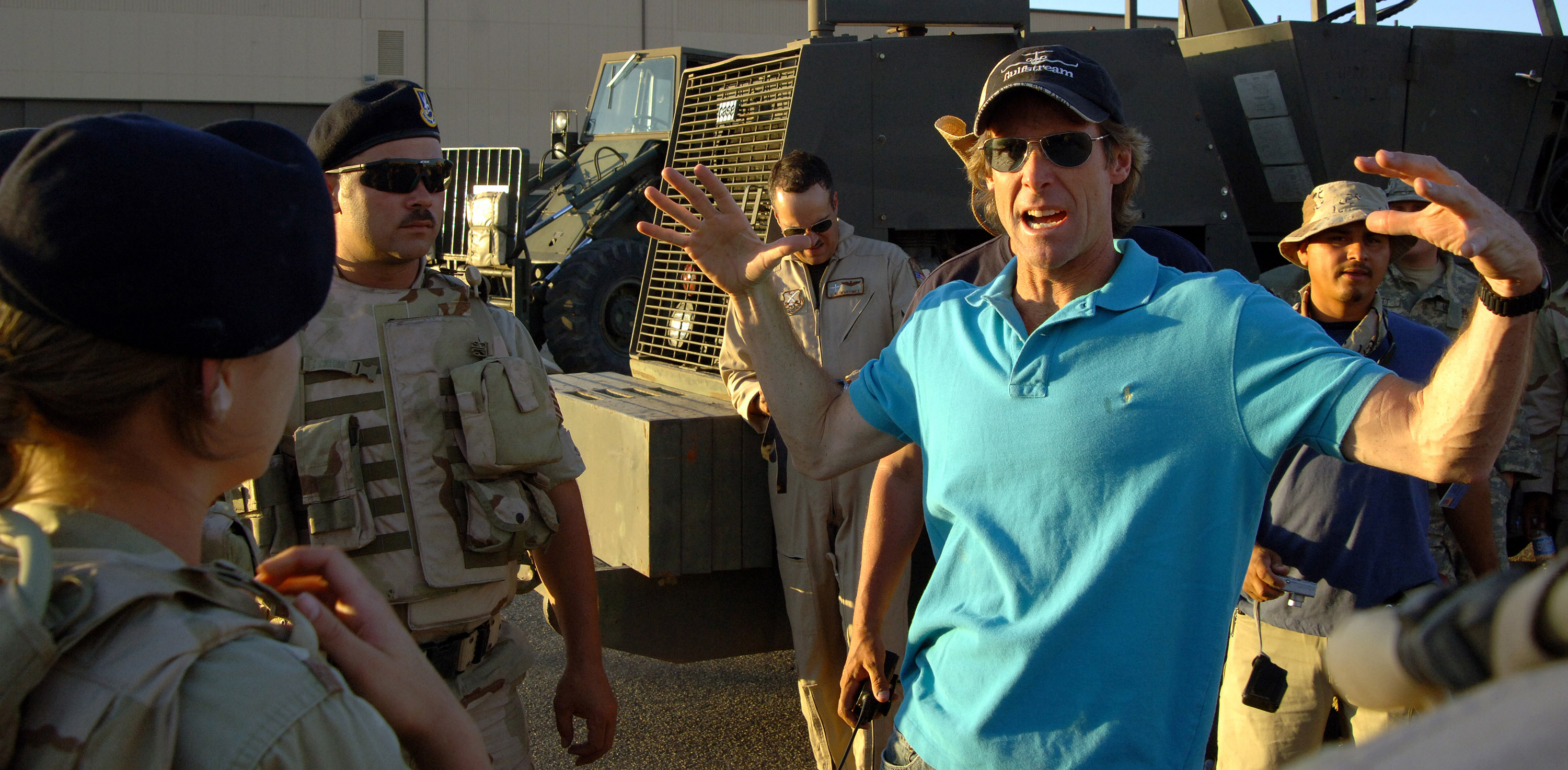
麥可·貝於美國新墨西哥州霍洛曼空軍基地的《變形金剛》拍攝現場。

畢業後貝進入音樂錄影帶產業並為如肉塊合唱團、理查·馬克斯、唐尼·奧斯蒙、萊諾·李奇與蒂娜·透納等多位藝人製作音樂錄影帶，除此之外他亦開始為許多大公司執導電視廣告，其中包括耐吉、銳步、百威與可口可樂。他從事廣告製作期間最成功的作品為有牛奶嗎？系列廣告，為他贏得了Grand Prix Clio年度最佳廣告與康城銀獅獎。
首部由貝執導的電影為1995年的《絕地戰警》並取得票房成功，自此他接拍數個以動作為主的高預算電影。所有由他執導的電影共於全球取得超過15億美元的收益。
2013年10月17日，貝在香港鰂魚涌拍攝《變形金剛4》期間，受到三人滋擾要求收取賠償，混亂間貝被人抬冷氣機撼撞及打傷臉，不過他只到現場附近一間診所敷治，拒絕送院。事後還向記者揮手，直言拍攝順利，又讚香港人人都是好人。

### 獎項
1995年，貝獲美國導演工會獎選為年度最佳商業廣告導演。
貝曾獲得多個MTV音樂錄影帶大獎。

## 作品列表
| 年份 | 標題                         | 發行商                           |
| ---- | ---------------------------- | -------------------------------- |
| 1995 | 《絕地戰警》                 | 哥倫比亞影業                     |
| 1996 | 《絕地任務》                 | 博偉影片                         |
| 1998 | 《絕世天劫》                 | 博偉影片                         |
| 2001 | 《珍珠港》                   | 博偉影片                         |
| 2003 | 《絕地戰警2》                | 哥倫比亞影業                     |
| 2005 | 《絕地再生》                 | 夢工廠 華納兄弟 弗提斯莫國際電影 |
| 2007 | 《變形金剛》                 | 派拉蒙影業                       |
| 2009 | 《變形金剛：復仇之戰》       | 派拉蒙影業                       |
| 2011 | 《變形金剛3》                | 派拉蒙影業                       |
| 2013 | 《不勞而禍》                 | 派拉蒙影業                       |
| 2014 | 《變形金剛4：絕跡重生》      | 派拉蒙影業                       |
| 2016 | 《13小時：班加西的秘密士兵》 | 派拉蒙影業                       |
| 2017 | 《變形金剛5：最終騎士》      | 派拉蒙影業                       |
| 2019 | 《鬼影特攻：以暴制暴》       | Netflix                          |
| 2022 | 《劫命救護》                 | 環球影業                         |

## 外部連結
- 官方网站
- 麥可·貝在互联网电影资料库（IMDb）上的資料（英文）
- 麥可·貝在豆瓣上的资料（简体中文）
- AllRovi上的麥可·貝